# EVER&EVER
「EVER & EVER」（エヴァー アンド エヴァー）は、内田有紀の楽曲・6枚目のシングル。1996年7月17日発売。発売元はキングレコード。

## 概要
m.c.A・Tとのコラボレーションシングルで、「内田有紀＆m.c.A・T」名義で発売された。
内田が主演を務めるフジテレビ系月9ドラマ『翼をください!』主題歌に起用された。
内田は前作「幸せになりたい」から半年ぶり、m.c.A・Tは前作「m.c.A・Tの俺様を信じろっ!」以来3ヶ月ぶりのシングルで、初のバラード・ソング。

## 別バージョン
m.c.A・Tの次作シングル「Feelin' Good 〜恋はパラダイス〜」及びアルバム『Crossover』に「EVER & EVER (and now)」が収録されている。
jyA-Meが2013年にリリースしたデュエット・ソング限定のカバー・アルバム『With. Me -Duet Cover-』に、m.c.A・Tとのデュエットが収録されている。

## 収録曲
| 全作詞: m.c.A・T・小室哲哉、全作曲・編曲: 富樫明生・小室哲哉。 |                                      |                      |                    |      |
| #                                                              | タイトル                             | 作詞                 | 作曲・編曲         | 時間 |
| 1.                                                             | 「EVER & EVER (ORIGINAL MIX)」       | m.c.A・T ・ 小室哲哉 | 富樫明生・小室哲哉 | 5:58 |
| 2.                                                             | 「EVER & EVER (GET UP & DANCE MIX)」 | m.c.A・T ・ 小室哲哉 | 富樫明生・小室哲哉 | 5:58 |
| 3.                                                             | 「EVER & EVER (INSTRUMENTAL)」       | m.c.A・T ・ 小室哲哉 | 富樫明生・小室哲哉 | 5:58 |
| 合計時間:                                                      | 合計時間:                            | 17:54                |                    |      |

## クレジット

### スタッフ
- Produced : 小室哲哉, 富樫明生
- Strings Arranged : Randy Waldman
- Mixed : Dave Way (#1,3), Keith Cohen (#2)

### レコーディング・メンバー
- 小室哲哉 : Synthesizer Programming, Manipulating, Performed, Chorus
- 斉藤慎吾 : Guitars
- 小野かほり: Percussion
- m.c.A・T : Chorus

## 収録アルバム
- 『nakitakunalu』（RANDY WALDMAN STRINGS MIX）
- 『Present』（Original Mix）
- 『内田有紀 パーフェクト・ベスト』（ORIGINAL MIX）